# Jules Dubois
Jules Dubois (* 5. Mai 1862 in Pontoise; † 1. Dezember 1928 in Levallois-Perret) war ein französischer Radrennfahrer.
Jules Dubois war Profi von 1885 bis 1897. In seinem ersten Jahr als Profi 1885 wurde er erster französischer Meister im Steherrennen und stand in den folgenden Jahren mehrfach auf dem Podium. Auch gewann er mehrere Eintagesrennen, die von Paris aus in andere französische Städte führten. 1894 stellte er mit 38,220 Kilometern in Paris einen neuen Stundenweltrekord auf.
Nach dem Ende seiner Radsportlaufbahn betätigte sich Dubois als Ballonfahrer.